# Болото Перевід
Боло́то Переві́д — гідрологічний заказник загальнодержавного значення в Україні. Розташований у межах Згурівської селищної громади Броварського району Київської області, поблизу сіл Аркадіївка (105,2 га), Пасківщина (270,1 га), Любомирівка (70,6 га), Стара Оржиця (115,1 га).
Площа 561 га земель державної власності (запас). Статус присвоєно згідно з Указом Президента України № 312/2016 від 27.07.2016 року. Перебуває у віданні: Аркадіївська, Пасківщинська, Любомирівська, Старооржицька сільські ради.
Статус присвоєно для збереження водно-болотних угідь у долині річки Перевід, важливих для багатьох видів птахів, у тому числі пруткої очеретянки, деркача, бугая, рудої чаплі,  болотяної сови.